# Colasposoma apicipenne
Colasposoma apicipenne es un coleóptero de la familia Chrysomelidae. Fue descrita en 1983 por Tan.